# گاگیک هوهانیسیان
گاگیک آرتوشی هوهانیسیان (ارمنی: Գագիկ Արտուշի Հովհաննիսյան؛ زادهٔ ۸ مهٔ ۱۹۵۳) یک  سیاستمدار اهل ارمنستان است که از تاریخ ۱۹۹۰ تا تاریخ ۱۹۹۵ سمت نمایندگی دوره اول شورای عالی جمهوری ارمنستان را برعهده داشت.

## زندگی‌نامه
در 	۸ مهٔ ۱۹۵۳ در ارمنستان به دنیا آمد . 